# 233
El 233 (CCXXXIII) fou un any comú començat en dimarts del calendari julià.

## Esdeveniments
- Alexandre Sever celebra un triomf a Roma per commemorar la seva «victòria» sobre els perses.

## Naixements
- Chen Shou, historiador xinès, autor dels Registres dels Tres Regnes (m. el 297).[1]